# 高桑雅彦
高桑 雅彦（たかくわ まさひこ、本名：高桑 昌彦）は、日本の実業家。不動産事業を展開する株式会社タカクワアンセスター.株式会社タカクワキャッスルの代表取締役会長。
近年出版した本の価格が、急騰している。

## 経歴

### 学生時代
東京都出身。横浜の山手学院中学校・高等学校に入学し、卒業後は日本大学芸術学部へ進学した。

### 会社の設立
三菱信託銀行本店の不動産部に勤務するも、同社を退職すると、CQエンターテイメントの前身となる、有限会社ロイヤルフーズ(後に株式会社チャイナクイックインキュベイトに社名変更)を設立し、中華デリバリー・テイクアウトチェーン店のチャイナクイックを展開。都内に、直営店50店舗以上を運営する急成長を遂げた。CQエンターテイメントの会長を務めていたときには、書籍「チャイナクイックストーリー 中華のデリバリー王急成長の軌跡」といった書籍の出版も行った。(その際、「雅彦」ではなく「昌彦」を用いていた時があった)

## 人物
ソロモン流（テレビ東京　2008年3月9日放送）等、各局のドキュメント番組などのテレビ番組に出演したりと、積極的にメディアへ露出し、注目された経営者だった。
また、政財界や各界の著名人、芸能人との交友が広いことでも知られており、出演したソロモン流の司会者である船越英一郎は大学の先輩であり、出演理由は船越英一郎が主催していた劇団マガジンのメンバーで学生時代から交友があったからといわれている。
又爆笑問題の二人は高桑氏の大学の一つ後輩であり、ラジオ番組では学生空手部時代の高桑氏を、顕著に語っている。
また中井美穂とは日大芸術学部の同級生にあたり、後輩の大鶴義丹、大澄賢也とともに高桑氏を特集したソロモン流の番組に出演。大学時代の高桑氏を四人で語っている。

1,最盛期に行われていた主な飲食関連事業 チャイナクイックイン - イートインスペースのある店舗をこう呼んでいた チャイナクイックリゾート シーサイトダイニングバー - 鎌倉の由比ヶ浜海岸に夏季限定での出店 チャイナクイック500 - 1品500円の中華ファストカジュアル業態 DELI & DELI チャイナクイック - レストランデリ業態 中国ダイナー チャイナクイック - レストラン事業 中国菜館「華凛」 CQパワーキッチン - 移動厨房車（現在でも一部地域で稼働している）
2,   メディアプロモーション事業 2005年から、神奈川県鎌倉市の由比ヶ浜海岸に250席の日本最大規模の海の家「チャイナクイックリゾート」を夏季限定で開設。 2006年からはエイベックス、テレビ朝日、タリーズコーヒー、プジョー・ジャポンなどとの提携によりスケールアップした総合エンターテインメント施設に拡大された。 大型ライブステージでは倖田來未のシークレットライヴ「倖田浜」や、タッキー&翼、WaT、AKB48、AAA、MAX、島谷ひとみなどのイベントが連日行われ、その模様はスポーツ新聞やワイドショーなどメディアで数多く取り上げられた。 2007年、2008年には提携先企業に変更があったものの、変わらぬ賑わいを見せた。
夏の期間は、大々的にTBSや、テレビ朝日で、日本最大のチャイナクィックリゾート鎌倉由比ヶ浜のCMが放送されていた。
3,  ワタナベボクシングジム（同ジムの建屋に「チャイナクイック」五反田店の店舗が入居していることから、一時期チャイナクイック渡辺ジムとして冠スポンサーだった

4.    2002年3月23日チャイナクイック渡辺ジム所属WBCスーパーフライ級世界5位(当時)柳光光博が同級世界チャンピオン(当時)の徳山昌守へ、タイトルマッチに挑戦したが柳光光博は9回KO負けをした。この世界タイトルマッチにおいてチャイナクイックはメインスポンサーとしてテレビ朝日にてゴールデンタイムの時間帯で全国放送された。

5.   2008年10月8日～11月2日の期間、赤坂ACTシアターで行われた日本版「シカゴ」(主演:米倉涼子 出演：和央ようか・河村隆一・大澄賢也 振付：ボブ・フォッシー 主催：TBS・キョードー東京 後援：アメリカ大使館）でのミュージカル公演を冠スポンサーとして行なった。また、一社のみでの特別協賛としてチャイナクイックグループの名のもとTBSにて公演予告が全国CM放送された。

## 空手道
16才から空手を始め、全日本空手道剛柔会板橋道場へ入門。国際空手道剛柔会・全日本空手道剛柔会、剛柔会創始者である山口剛玄拳聖(世界的に”THE CAT”と呼ばれていた)の三男、現会長　山口剛史最高師範の元で直接指導を受ける。
昭和57年度全日本空手道剛柔会全国大会に於いて、少年(高校生)組手の部で優勝。昭和59年度第37回東京都民大会に於いて組手の部で準優勝。大学時代、国民体育大会予選 東京都空手道選手権大会に於いて、青年男子中量級組手の部でベスト4、ベスト8。

日本大学芸術学部入学後は、日本大学剛柔流空手道部に在席し第40代主将を務める。同時期にヨネクラボクシングジムに練習生として通いパンチを強化した。
日本大学剛柔流空手道部OBには、山口最高師範を始め、大山倍達が極真会館の前身である立教大学真裏に設立した大山道場の初代師範 石橋雅史師範、南本一郎師範、又、沢村忠(後のキックボクシング「キックの鬼」)など多数が在籍し、空手界の礎を築いた。
現在、一般社団法人全日本空手道剛柔会公認五段。師範
全日本空手道剛柔会役員評議員。